# Jean-Luc Ponty
Jean-Luc Ponty (* 29. září 1942, Avranches, Francie) je francouzský jazzový houslista a hudební skladatel. Proslavil se jako člen jazz rockové skupiny Mahavishnu Orchestra, ve které hrál, mimo jiné, i s českým klávesistou Janem Hammerem a nahrál také několik alb s Frankem Zappou.

## Diskografie
- Jazz Long Playing (1964)
- Violin Summit (1966)
- Sunday Walk (1967)
- Cantaloupe Island (1967)
- Humair, Louiss, and Ponty: Trio HLP (1968)
- Jean-Luc Ponty Experience with the George Duke Trio (1969)
- Live at Donte's (1969)
- Electric Connection (1969)
- King Kong: Jean-Luc Ponty Plays the Music of Frank Zappa (1970)
- Astrorama (& Masahiko Sato) (1970)
- New Violin Summit (& Don "Sugarcane" Harris, Michał Urbaniak, Nipso Brantner, Terje Rypdal, Wolfgang Dauner, Neville Whitehead, Robert Wyatt) (1972)
- Upon the Wings of Music (1975)
- Aurora (1975)
- Imaginary Voyage (1976)
- Live in Hamburg (1976)
- Enigmatic Ocean (1977)
- Cosmic Messenger (1978)
- A Taste for Passion (1979)
- Live (1979)
- Civilized Evil (1980)
- Mystical Adventures (1982)
- Individual Choice (1983)
- Open Mind (1984)
- Fables (1985)
- The Gift of Time (1987)
- Storytelling (1989)
- Tchokola (1991)
- No Absolute Time (1993)
- The Rite of Strings (& Stanley Clarke, Al Di Meola) (1995)
- Le Voyage: The Jean-Luc Ponty Anthology (1996)
- Live at Chene Park (1997)
- The Very Best of Jean-Luc Ponty (2000)
- Life Enigma (2001)
- The Best of Jean-Luc Ponty (2002)
- Live at Semper Opera (2002)
- Jean-Luc Ponty in Concert (2003)
- The Atacama Experience (2007)

### s Frankem Zappou
- Hot Rats (1969)
- Over-Nite Sensation (1973)
- Beat the Boots (1973)
- Apostrophe (') (1974)
- Shut Up 'n Play Yer Guitar (1981)

### s Mahavishnu Orchestra
- Apocalypse (1974)
- Visions of the Emerald Beyond (1975)